# 63-й стрелковый корпус (2-го формирования)
63-й стрелковый корпус (2-го формирования), 63-й армейский корпус  — общевойсковое тактическое формирование (соединение, стрелковый корпус) РККА Вооружённых Сил Союза ССР, участник ряда операций второй половины Великой Отечественной войны. Существовал в 1943-1960 годах. В послевоенное время в составе Уральского военного округа.

## Боевой путь
63-го стрелкового корпуса (2-го формирования) был сформирован в июле 1943 года в составе Южного фронта. В ходе Миусской и Донбасской наступательных операций корпус освободил более 200 населённых пунктов. В сентябре в составе 51-й армии, с октября в 44-й армии. 
Войска 44-й армии только занимали свои новые позиции под Никополем. У командарма  В. А. Хоменко появилось желание посоветоваться по поводу предстоящих боёв за Никополь с командирами корпусов И. А. Рубанюком и П. К. Кошевым. Прихватив с собой командующего артиллерией армии С. А. Бобкова он направился на КП Рубанюка. Туда  добрались  благополучно, быстро обсудили  вопросы и отбыли в 63-й стрелковый корпус. Сплошного фронта не было. К командному пункту 63-го стрелкового корпуса вели три дороги.  Генерал Хоменко ошибся в ориентировке и попал не на эту дорогу. Гитлеровцы подпустили нежданных «гостей» на близкое расстояние и открыли по ним огонь. Удалось спастись лишь одной машине, двигавшейся последней. Тяжело раненные офицер и радист вернулись в штаб корпуса. Верховный Главнокомандующий  И. В Сталин распорядился о расформировании управления 44-й армии и немедленной передаче её войск, в том числе 63-го стрелкового корпуса, в другие объединения фронта.
С ноября 1943 года в составе 4-го Украинского фронта, с декабря в составе 5-й ударной армии. После боев на Днепре 63-й стрелковый корпус 19 января 1944 года был выведен в Резерв Ставки ВГК 69-й армии.

### Крымская наступательная операция
С марта корпус вернулся в состав 51-й армии 4-го Украинского фронта. В ходе прорыва многоэшелонированной обороны противника корпус в упорных боях с 8 по 10 апреля 1944 года прорвал подряд несколько линий обороны противника в междуозерных дефиле на участке Каранки — Тюй-Тюбе, занял сильно укреплённые пункты Каранки, Тюй-Тюбе, Самай, Асс-Ман, Томашевка, Чучак, Кирк-Ишунь и 10 апреля вырвался на оперативный простор на севере Крымского полуострова.
При этом изначально корпусу была поставлена задача нанести вспомогательный удар, однако его действия оказались настолько успешны, что командующий 51-й армией генерал Я. Г. Крейзер именно в полосу наступления 63-го стрелкового корпуса перенёс направление главного удара армии. Корпус 11 апреля 1944 года с боем вошёл в Джанкой, а уже 13 апреля — в Симферополь, разрезав надвое порядки 17-й армии генерал-полковника Э. Йенеке. К 18 апреля 1944 года передовые части корпуса вышли на рубеж реки Чёрная и на ближние подступы к Севастополю, освободив города Карасубазар Бахчисарай, Балаклава и свыше 200 мелких населённых пунктов. В ходе этих боевых действий уничтожено 6371 солдат и офицеров противника, 121 пулемёт, 181 артиллерийское орудие разных калибров и 20 танков. Было захвачено: 2120 лошадей, 8193 винтовок и автоматов, 775 ручных и станковых пулемётов, 61 миномёт, 304 орудий разных калибров, много стрелкового вооружения и военного имущества, взято в плен 8471 солдат и офицеров противника. Успешно действовал корпус и при штурме Севастополя 5—9 мая 1944 года, в том числе основной линии немецких укреплений на Сапун-горе.
Указом Президиума Верховного Совета СССР от 16 мая 1944 года за успешное руководство воинскими соединениями и проявленные при этом отвагу и геройство генерал-майору Петру Кирилловичу Кошевому присвоено звание Героя Советского Союза с вручением ордена Ленина и медали «Золотая Звезда» (№ 3598).

### В Белоруссии и Прибалтике
20 мая 1944 года 63-й стрелковый корпус вместе с 51-й армией, в которой корпус воевал до конца войны, был выведен в резерв Ставки ВГК, затем передислоцирован в район Полоцка — Витебска. 1 июля корпус был включен в состав 1-го Прибалтийского фронта.
С 23 июня по 29 августа участвовал в Белорусской стратегической операции, с 14 сентября по 24 ноября — в Прибалтийской, вёл боевые действия на паневежиско-митавском и шяуляйско-мемельском направлениях.
В начале 1945 года занимал оборону на либавском направлении, в районе города Скуодас. С 23 января по 1 февраля участвовал в наступательной операции, по расширению плацдарма на правом берегу реки Барта.
С 2 февраля по апрель корпус в составе 2-го Прибалтийского фронта, с апреля в составе Ленинградского фронта, боевыми действиями сковывал противника на линии Приекуле — Руцава, препятствуя его эвакуации из Курляндии. После 9 мая корпус принимал капитуляцию курляндской группировки немецких войск.
Период в составе действующей армии: 26 июля 1943 — 19 июля 1945 года.
В июле 1945 года управление 51-й армии было обращено на сформирование управления Уральского военного округа. 63-й стрелковый корпус (управление ск, 77-я, 279-я и 417-я стрелковые дивизии) вошёл в состав Уральского военного округа. Военная часть в/ч 12374, штаб в Челябинске.
После 1956 года был переименован в 63-й армейский корпус. В период большого сокращения Советской армии конца 1950-х годов управление 63-го корпуса было расформировано.

## Командование корпуса
Командиры корпуса:
- генерал-майор Станкевский Дмитрий Иванович 17.08.1943 — 23.08.1943
- генерал-майор Буторин Тихон Иванович 26.07.1943 — 16.08.1943
- генерал-майор Кошевой Пётр Кириллович 24.08.1943 — 27.05.1944
- генерал-майор Бакунин, Фёдор Алексеевич 20.05.1944 — 06.04.1945, 20.04.1945 — 26.07.1947
- ВРИО, полковник Некрасов Анатолий Федорович 07.04.1945 — 19.04.1945[6]
- генерал-майор Вахромеев, Павел Прокопьевич 26.07.1947-11.08.1948
- ВРИО, полковник Некрасов Анатолий Федорович 07.04.1945 — 19.04.1945[6]
- генерал-майор, с 1949 генерал-лейтенант Ворожищев Александр Васильевич 11.08.1948 — июнь 1954
- генерал-майор Горбачёв Вениамин Яковлевич июнь 1954 - 15.11.1956
- генерал-майор Булгаков Василий Иванович  ноябрь 15.11.1956-30.08.1960

Начальники штаба
- полковник Некрасов Анатолий Федорович август 1943 — июнь 1945[6]
- генерал-майор Шацков Андрей Георгиевич май 1946 - апрель 1949.

## Состав

### Боевой состав на июнь 1944 года
- управление
- 77-я стрелковая Симферопольская дивизия — с июля 1944 по август, с сентября по февраль, с марта по май 1945
- 87-я стрелковая Перекопская дивизия — с августа 1944 по ноябрь, с января по май 1945
- 267-я стрелковая Сивашская дивизия — с июля по сентябрь 1944
- 334-я стрелковая Витебская дивизия — с июля по октябрь 1944
- 417-я стрелковая Сивашская дивизия — с июля по май 1944
- 969-й отдельный батальон связи
- 459-я полевая авторемонтная база
- 2850-я военно-почтовая станция

### Состав на 1946 год[5]
- 4-я стрелковая бригада в Свердловске,
- 23-я стрелковая бригада в Камышлове,
- 45-я стрелковая бригада в Чебаркуле.

### Состав на начало 1954 года[5]
- управление 63-го армейского корпуса (Челябинск)
- 77-я стрелковая дивизия (Свердловск)
- 417-я стрелковая дивизия (Чебаркуль),
- 61-я механизированная дивизии (Камышлов).

### Состав на 1957 год[5]
- управление 63-го армейского корпуса (Челябинск)
- 44-я танковая дивизия (Камышлов),
- 78-я мотострелковая дивизия (Чебаркуль)
- 126-я мотострелковая дивизия (Свердловск).

## Память
На созданной художниками студии имени М. Б. Грекова в 1959 году диораме Штурм Сапун-Горы изображены события 7 мая 1944 года. По замыслу художников, зритель находится на склоне Сапун-горы. Штурм Сапун-горы продолжается уже более семи часов. Бой идёт за каждую траншею, за каждый выступ. На переднем плане картины — штурмовые группы 11-го гвардейского и 63-го стрелковых корпусов, преодолевающие последние укрепления врага перед гребнем Сапун-горы.